# Momotombito
Momotombito es el nombre que recibe la principal isla del lago Managua (también llamado lago de Xolotlán) en el departamento de Managua, al occidente del país centroamericano de Nicaragua.
Está localizada en las coordenadas geográficas 12°21′N 86°28′O / 12.350, -86.467 al sur de la Reserva Natural complejo volcánico Momotombo, al noroeste de la Reserva Natural Península de Chiltepe, en la parte occidental del referido lago, y al sur de la pequeña isla Rosa. En la isla además se encuentra el volcán de Momotombito, un estratovolcán de aproximadamente 350 metros sobre el nivel del mar, que le da su nombre al territorio y que es considerado el hermano menor del volcán Momotombo, ubicado en tierra firme.
Solo es posible llegar a la isla de Momotombito por vía acuática; ya sea embarcándose en Mateare (12.5 km) o en Puerto Momotombo (15 km).

## Flora y fauna
La isla de Momotombito y su vecina la isla Rosa son verdaderos santuarios de aves acuáticas, especialmente corvejones y patos aguja (Anhinga anhinga). 
Estas aves anidan y pernoctan entre el bosque, pudiéndose observar sobre los árboles que les sirven de descanso.
La composición de la flora de Momotombito es: Bosque latifoliado bajo cerrado: 95.9 %, maleza: 4.1 %.

## Arqueología
La isla Momotombito, llamada por los indígenas "Cocobolo", por la abundancia de ñámbares fue un santuario arqueológico precolombino. 
En 1850 el explorador norteamericano Ephraim Squier descubrió y describió varias estatuas labradas entre sus rocosas laderas.
Hasta mediados del siglo pasado, aún se encontraban enterrados, ídolos de gran tamaño representando imágenes de hombres y mujeres, labrados en basalto o triquita de intensa dureza, que saquearon “huaqueros” y otras personas inescrupulosas.